# Bologna Violenta
 (juin 2025).
Bologna Violenta est un one-man band italien de grindcore, originaire de Bologne.

## Histoire
Le groupe se forme en 2005 à l'origine uniquement avec Nicola Manzan, un multi-instrumentiste trevigiano avec un diplôme de violon. En 2015, Alessandro Vagnoni rejoint le projet en tant que batteur.
Le 27 janvier 2012, le troisième album studio, Utopias and Small Satisfactions, est publié par Wallace Records et Dischi Bervisti et distribué par Audioglobe. L'album, qui contient 21 titres dépourvus de citations cinématographiques, se caractérise par un arrière-plan complet allant du bruit pur à la musique classique. Certains titres sont chantés : les voix sont celles de J. Randall d'Agoraphobic Nosebleed et d'Aimone Romizi de Fast Animals and Slow Kids.
À partir du 4 mars 2013, Bologna Violenta lance le projet The Sound of... Il s'agit de la publication en téléchargement gratuit de 40 reprises de 40 morceaux différents de 40 artistes et groupes différents, publiées à raison de 4 par semaine pendant 10 semaines. Le 24 février 2014 sort le quatrième album, Uno bianca, un album-concept centré sur les crimes commis par la bande de la Uno blanche : chaque titre retrace un des 27 épisodes de l'histoire criminelle du groupe actif à Bologne et dans ses environs entre 1987 et 1994. En avril 2016 sort Discordia, la première œuvre dans laquelle Vagnoni apparaît en tant que batteur,,.
Le 1er décembre 2023 sort le single Tuk-tuk extravaganza.

## Discographie

### Albums studio
- 2006 : Bologna violenta (auto-produit)
- 2010 : Il nuovissimo mondo (Bar La Muerte)
- 2012 : Utopie e piccole soddisfazioni (Wallace Records/Dischi Bervisti)
- 2014 : Uno bianca (Woodworm/Wallace Records/Dischi Bervisti)
- 2016 : Discordia (Overdrive/Dischi Bervisti)
- 2020 : Bancarotta Morale (Overdrive/Dischi Bervisti)

### EP
- 2007 : Take No Prisoners (Sociopath Recordings)
- 2017 : Cortina (Dischi Bervisti)

### Splits
- 2011 : Killer Contro Killers (Grindcore Karaoke), avec Gunzard
- 2015 : Op.35 in FA-stidio maggiore (avec Dogs for Breakfas)
- 2015 : SBB V/S BV, avec Surgical Beat Bros
- 2017 : Soundtrack for Caligari, (Dischi Bervisti) avec Super Trutux